# Anemonenbekerzwam
De anemonenbekerzwam (Dumontinia tuberosa) is een paddenstoel behorend tot de familie Sclerotiniaceae. De soort behoort tot de knolbekerzwammen.

## Ecologie
De paddenstoel is te vinden in de buurt van anemonen in loofbossen en langs bosranden op vrij voedselrijke, lemige of zandige bodems. Hij leeft parasitair op de bosanemoon, maar ook op Anemone blanda in cultuur. Het vormt de vruchtlichamen in het vroege voorjaar, meestal net voordat de waardplant bloeit. Via de stevige steel en het tot 5 cm diepe sclerotium is de schimmel verbonden met de kruipende scheuten (wortelstokken) van de aangetaste anemoon, die zijn verteerd door het parasitaire mycelium en zo zijn veranderd in zwarte buisvormige huiden.

## Kenmerken

### Uiterlijke kenmerken
De anemonenbekerzwam vormt altijd komvormige vruchtlichamen (apothecia). De schotels zijn dicht tegen de grond gedrukt. Ze zijn medium tot donker roodbruin en 0,8–2(–3) cm breed. De consistentie is broos, de 4 tot 10 cm lange ondergrondse wortelachtige steel is taai-elastisch, vaak donker behaard in het onderste deel en vaak met kluiten aarde en komt voort uit een bruinzwart sclerotium (knolletje). Hierin bevindt zich schimmelweefsel. Dit knolletje is een overblijfsel van de anemoon die het voorgaande jaar werd geïnfecteerd door de anemonenbekerzwam. De soort is parasitair en komt voor in de maanden maart en april.

### Microscopische kenmerken
De asci zijn cilindrisch, gelobd en meten 120–170 × 8–11 μm. De ascosporen zijn glad, hyaliene, lang-elliptisch, meestal gevuld met twee oliedruppeltjes en meten 12–17 × 5,5–7 μm. De schimmel heeft draadachtige steriele elementen (parafysen) in de vruchtlaag (hymenium).

## Soortafbakening
Het belangrijkste onderscheidende kenmerk van het nauw verwante geslacht Sclerotinia is de speciale structuur van het excipulum: de buitenste laag bestaat uit cilindrische cellen (“Textura prismatica”), de binnenste laag van een los hyfennetwerk ingebed in een gelatineuze matrix. 

## Verspreiding
Dumontinia tuberosa is bekend uit Midden-, West- en Noord-Europa. Maar er zijn ook vondsten gemeld uit Japan. In Nederland komt hij vrij algemeen voor. Hij staat op de rode lijst in de categorie 'Bedreigd'.

## Naam
De geslachtsnaam eert de Amerikaanse mycoloog Kent Parson Dumont. De soortnaam geeft het bolvormige sclerotium aan.

## Foto's

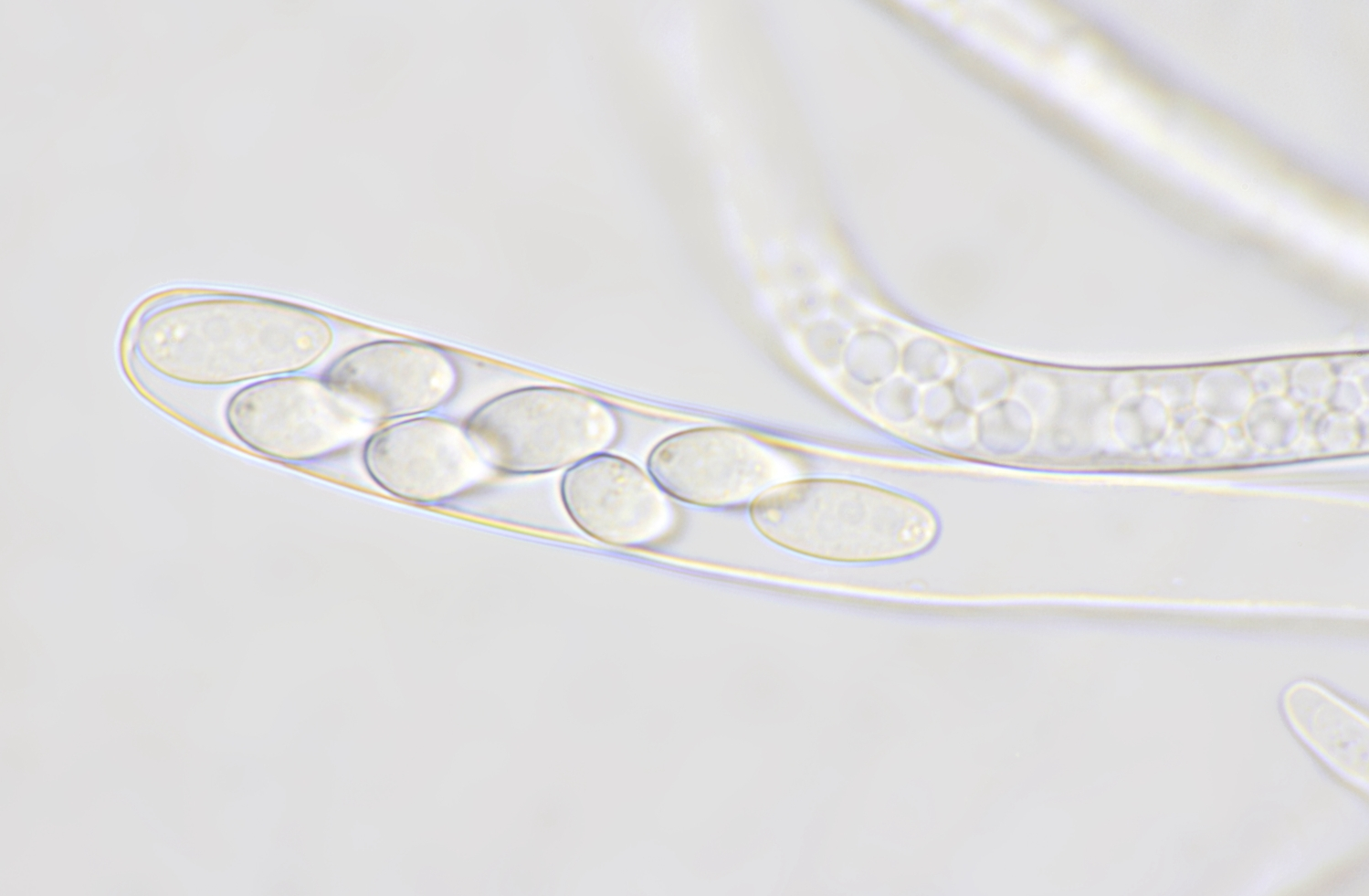
Ascus
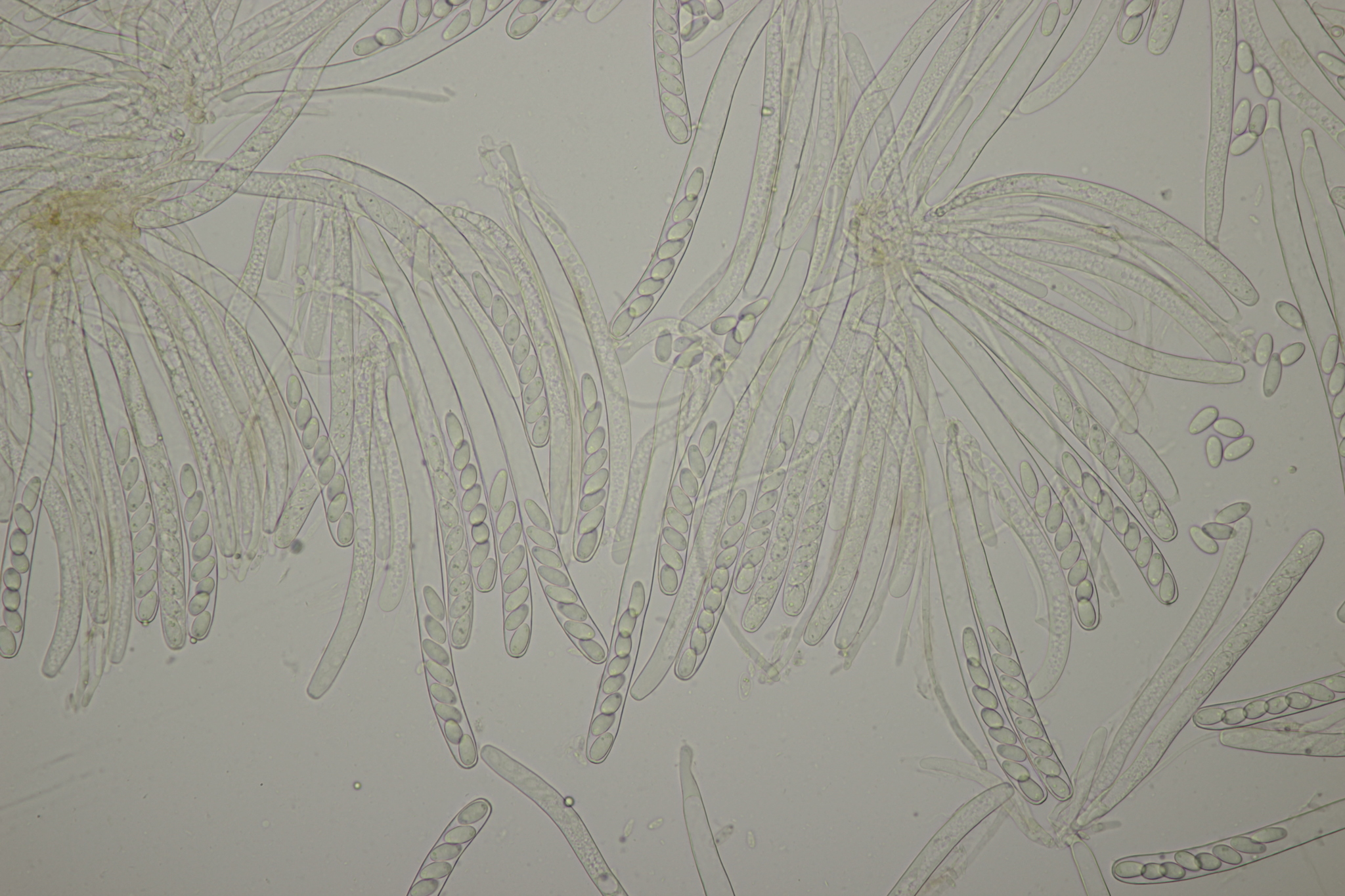
Asci met sporen
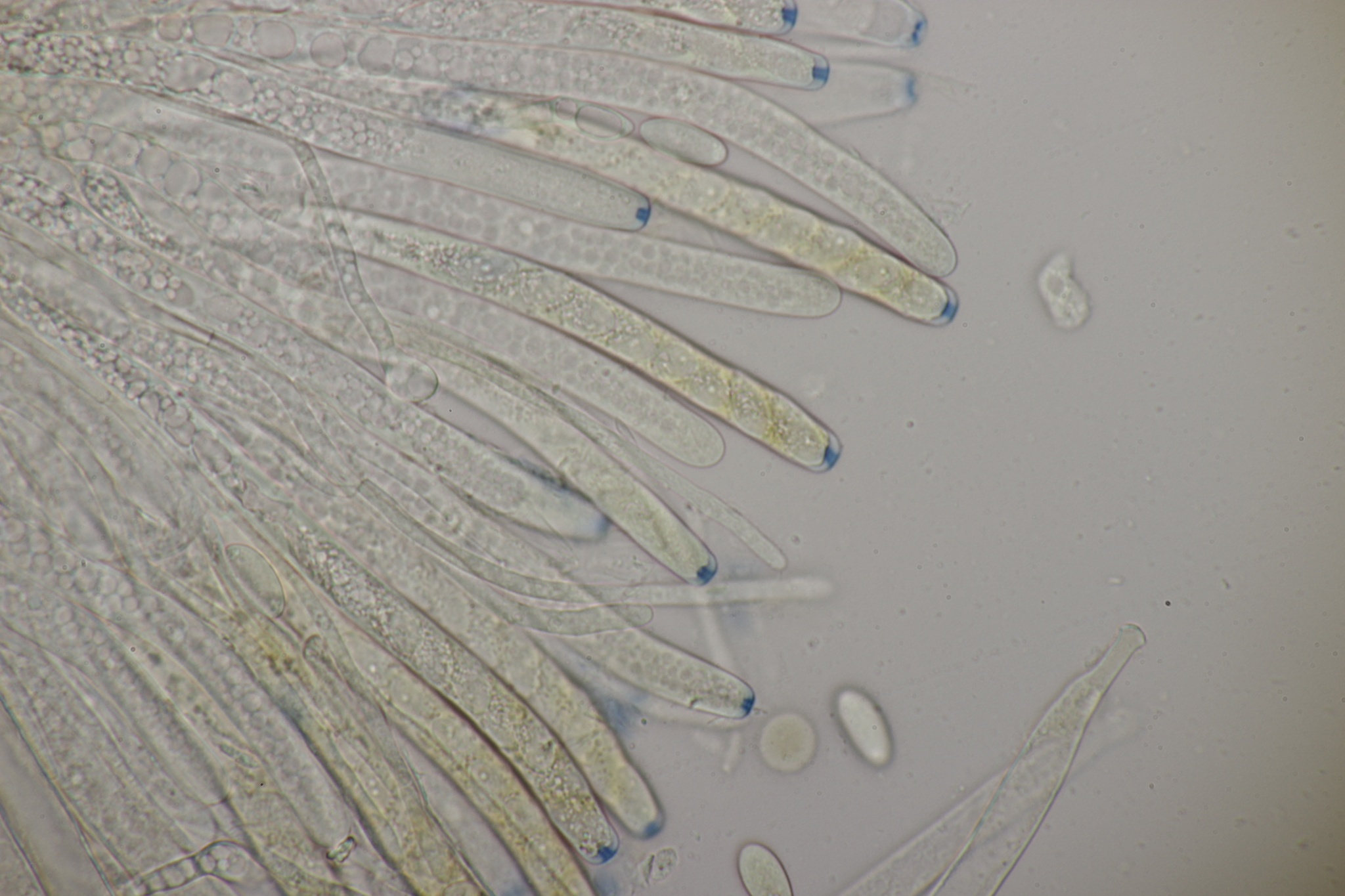
Parafysen
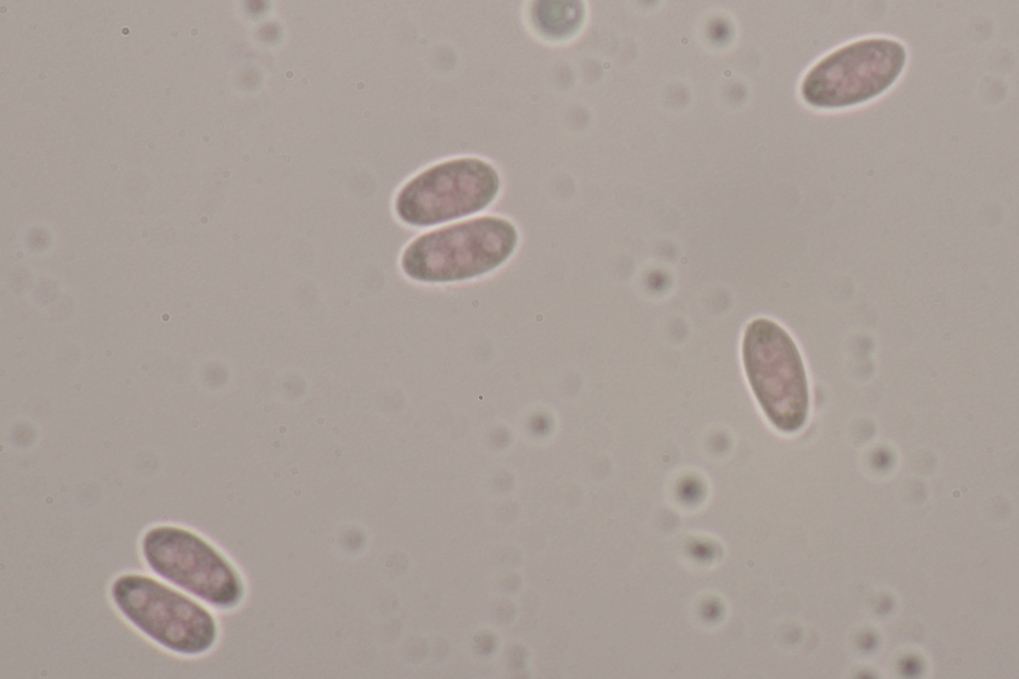
Sporen